# 藁城宫灯
藁城宫灯起源于东汉，2006年被列入是河北省级非物质文化遗产，由纱罩灯衍变而来，在清朝乾隆年间因皇帝路过藁城并带至宫中而得名“宫灯”。

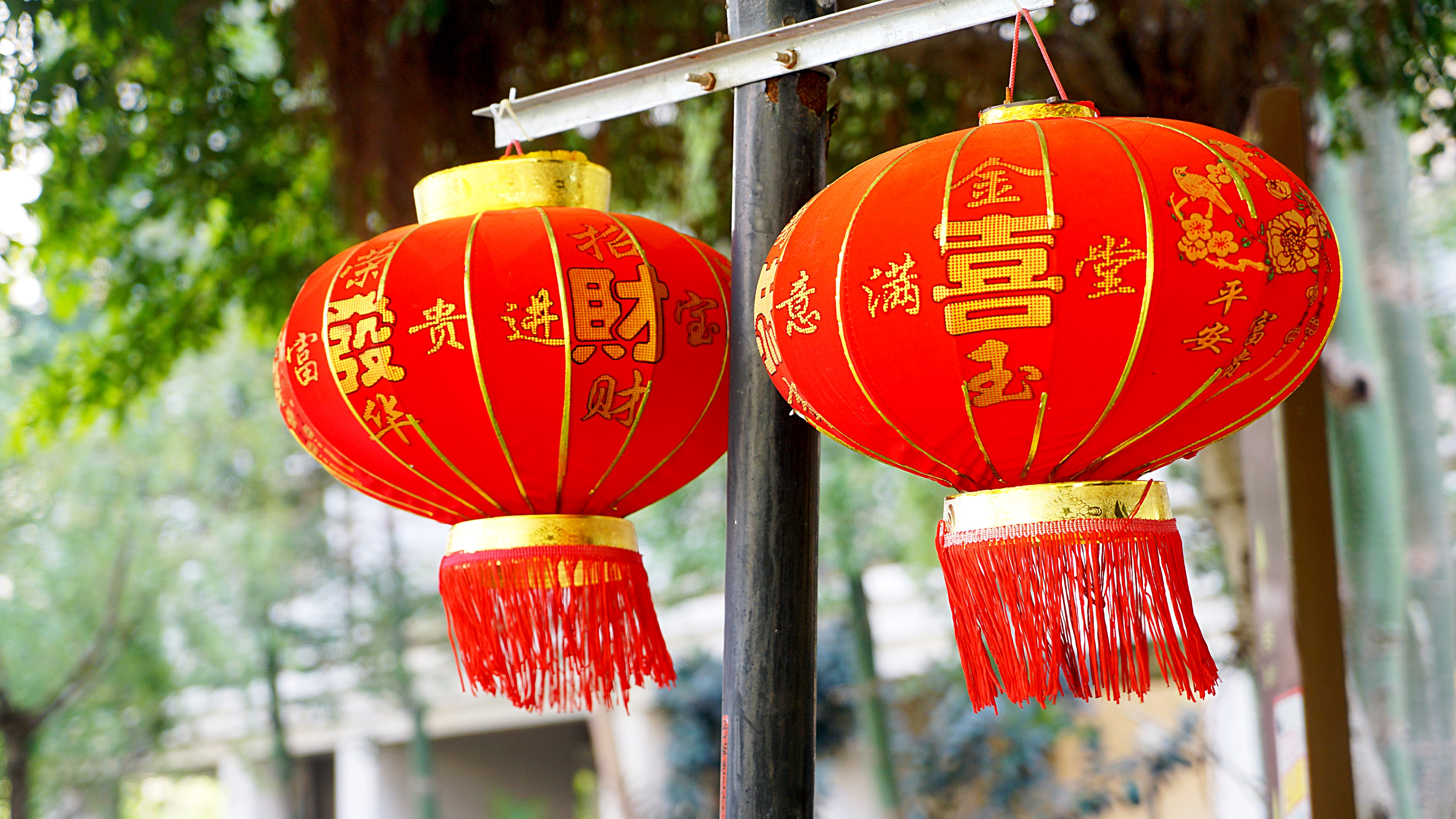
藁城宫灯，纱罩款。

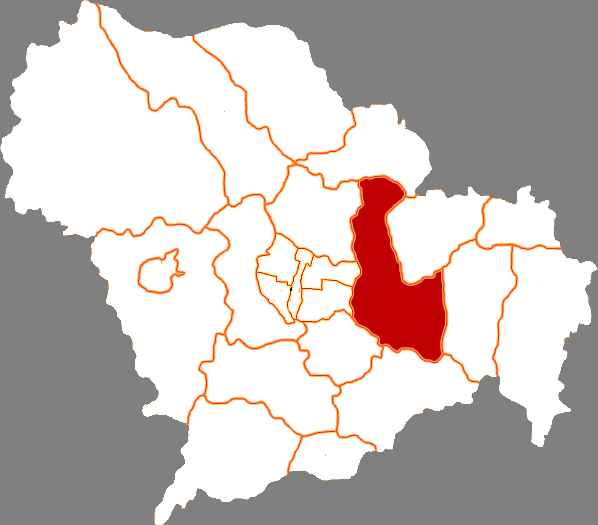
藁城的位置

## 制作方式
传统宫灯由手工制作，主架用竹板通过“劈、刮、打眼、穿丝”制作而成，上下底座用木材“铣圆、开豁口”，而后和主架组装，外敷红绸布，底座增加红穗，制作而成，红绸布上通常绣有喜字或其他图案来增强宫灯的庆祝祥和之意。迄今全国最大的藁城宫灯高达9.8米，直径8.6米。

## 文化特色
藁城宫灯以“造型优美、易于保存”的特点广泛销售在国内外，其中“工艺纸雕宫灯”是藁城宫灯的代表作，目前已获国家三项专利。当前已发展为“工艺纸雕宫灯、传统宫灯、大型电动宫灯”三大系列，300多个品种。为“石家庄十大特产”，十大特产名单有“金凤扒鸡、赵县雪花梨、晋州鸭梨、藁城宫面、藁城宫灯、银光酒、正定马家鸡、君乐宝乳品、赞皇大枣、井陉窑瓷”。

## 文化影响
多次亮相于世界级舞台，在2008年北京奥运会、2010年上海世博会、2014年南京青年奥林匹克运动会、2014年北京APEC会议，2022年冬奥会。均使用过藁城宫灯用来装饰。在奥运会期间特许商品有“五福娃纸雕宫灯”，世博会期间特许商品有“世博元素纸雕宫灯”，南京青奥特许商品为“南京风光纸雕宫灯”，冬奥会特许商品的纸雕宫灯则有4款，分别是“冰墩墩、冰趣冬奥、祥瑞冬奥和雪融容”。

## 重大事件
| 活动       | 特许商品                                   |
| ---------- | ------------------------------------------ |
| 北京奥运会 | 五福娃纸雕宫灯                             |
| 上海世博会 | 世博元素纸雕宫灯                           |
| 南京青奥会 | 南京风光纸雕宫灯                           |
| 北京冬奥会 | 冰墩墩、冰趣冬奥、祥瑞冬奥、雪融容纸雕宫灯 |